# Orlando Bloom
Orlando Jonathan Blanchard Bloom (født 13. januar 1977 i Canterbury, Kent, England) er en britisk skuespiller, primært kendt for rollerne som Legolas i Ringenes Herre-trilogien, Legolas i Hobbitten og
Will Turner i Pirates of the Caribbean-trilogien.

## Biografi

### De yngre år
Blooms mor, Sonia, er fra Kolkata (tidligere Calcutta), Indien, og hans far, Harry, kom fra Sydafrika. Faren var advokat og kæmpede mod Apartheidregimet i Sydafrika. Faren døde, da Bloom bare var fire år gammel. Bloom og hans søster, Samantha, blev opdraget alene af moren efter farens død.
Da Bloom var 13 år gammel, tilstod moren, at Harry ikke var hans biologiske far, men at Colin Stone var hans biologiske far.
Harry var jødisk, men Bloom konverterede til buddhismen i 2004. 

### Skoletiden
Bloom gik på St. Edmunds School i Canterbury, en privat kristen skole. Bloom var ikke glad for at gå på skolen på grund af sin ordblindhed, og han var mere dedikeret til kunst, keramik, fotografering og skulpturering. Efter morens opmuntring begyndte han at studere digte og prosa og begyndte med oplæsninger på den lokale festival. Han vandt mange digt- og bibeloplæsningskonkurrencer. Han var også aktiv på det lokale teater.

### Karrierestarten
Senere blev Bloom mere seriøs om teater og skuespil og flyttede til London for at være med i det nationale ungdomsteater. Han blev der i to sæsoner og fik efter en stund skoleplads på The British American Drama Academy. Mens han gik der, gik han på auditions for forskellige britiske tv-serier, og fik roller i Casualty og i Midsommer Murders. Han fik sin første filmrolle i filmen Wilde som en mandlig prostitueret.
Bloom kom senere ind på Guildhall School of Music and Drama. Det var også omkring denne tid, at han faldt tre etagers højde ned på en veranda og brækkede ryggen. Lægerne frygtede, at han ikke ville gå igen, men han kom sig og allerede efter 13 dage returnerede han til skolen og fuldførte eksamen. I 1999 spillede han på scenen for sidste gang. En af tilskuerne var tilfældigvis filmdirektøren Peter Jackson, som kunne lide Bloom, og derfor gik han bag om scenen efter showet og spurgte, om Bloom kunne tænke sig at komme på en audition for hans nye projekt: The Lord of the Rings (Ringenes Herre-trilogien). Bloom svarede ja og begyndte at læse på rollen "Faramir", men han tabte rollen til skuespilleren David Wenham. Peter Jackson foreslog, at Bloom kunne få rollen som Legolas i stedet for - noget som efterfølgende viste sig at være et bedre valg for Bloom. Han arbejdede med Ringens Herre i 18 måneder på New Zealand.

### Ægteskab
Han blev gift i 2010 med supermodellen Miranda Kerr. De fik sønnen Flynn Bloom. Parret blev skilt i 2013, selvom Orlando udtalte til mange shows, at de holder af hinanden og altid vil være i hinandens liv på grund af deres søn.
Bloom begyndte at se sangerinden Katy Perry i januar 2016, men parret sagde, at de var gået fra hinanden i februar 2017 
De genoptog deres forhold i april 2018. Den 15. februar 2019 bekræftede Perry sin forlovelse med Bloom.

## Filmografi
| År   | Filmtitel                                                                                    | Rolle                                  | Bemærkninger                                                                                                  |
| ---- | -------------------------------------------------------------------------------------------- | -------------------------------------- | --- |
| 1998 | Wilde                                                                                        | Dreng der bor til leje                 | |
| 2001 | Black Hawk Down                                                                              | Privat 1. klasses gæst, Todd Blackburn | |
| 2001 | Ringenes Herre - Eventyret om Ringen (org:The Lord of the Rings: The Fellowship of The Ring) | Legolas                                | Første store rolle                                                                                            |
| 2002 | Ringenes Herre - De to Tårne (org:The Lord of the Rings: The Two Towers)                     | Legolas                                | Lægger også stemme til figuren Legolas i "Ringenes Herre - De to Tårne" computerspil af samme navn.           |
| 2003 | Ringenes Herre - Kongen vender tilbage (org:The Lord of the Rings: The Return of The King)   | Legolas                                | Lægger også stemme til figuren Legolas i "Ringenes Herre - Kongen vender tilbage" computerspil af samme navn. |
| 2003 | Pirates of the Caribbean: The Curse of the Black Pearl                                       | William 'Will' Turner                  | |
| 2003 | Ned Kelly                                                                                    | Joseph 'Joe' Byrne                     | begrænset antal                                                                                               |
| 2004 | Troy                                                                                         | Prins Paris                            | |
| 2004 | Haven                                                                                        | Shy                                    | Også co-producer                                                                                              |
| 2005 | The Calcium Kid                                                                              | Jimmy Connelly                         | (udgivet direkte-til-video)                                                                                   |
| 2005 | Elizabethtown                                                                                | Drew Baylor                            | |
| 2005 | Kingdom of Heaven                                                                            | Balian af Ibelin                       | |
| 2006 | Love and Other Disasters                                                                     | Hollywood skuespiller Paolo            | |
| 2006 | Pirates of the Caribbean: Død Mands Kiste                                                    | William 'Will' Turner                  | |
| 2007 | Pirates of the Caribbean: Ved Verdens Ende                                                   | William 'Will' Turner                  | |
| 2007 | Everest: A Climb for Peace                                                                   | Fortæller                              | |
| 2009 | New York, I Love You                                                                         | David                                  | |
| 2009 | Sympathy for Delicious                                                                       |                                        | |
| 2010 | Main Street                                                                                  | Harris Parker                          | |
| 2011 | "De tre musketere"                                                                           | Duke of Buckingham                     | |
| 2013 | Hobbitten: Dragen Smaugs ødemark                                                             | Legolas                                | |
| 2014 | Hobbitten: Femhæreslaget                                                                     | Legolas                                | |